# 大迫純一
大迫純一（1962年7月21日—2010年5月25日），日本小說家、腳本家、漫畫家，出身於岩手縣。

## 經歷
大阪藝術大學藝術學部輟學後，開始從事編劇、遊戲腳本、原案創作、特技演員、漫畫助手、漫畫家等職業。 
1984年德間書店的雜誌上連載並首次擔任漫畫家的工作，發行了唯一的漫畫單行本《魔諭羅MAYURA》。
1996年青心社發行了他的第一本小說《魔法女偵探》，並成為了小說家 。
2007年4月電視動畫播出神曲奏界，首次擔任動畫劇本 。
2010年5月25日，因癌症而死亡。享年47。

## 人物
血型為A型，巨蟹座。最喜歡的顏色是黑色和銀色。最愛抽的菸草為萬寶路，喜歡吃蛋料理，喜歡喝可口可樂。愛好是收集玩具和打擊纇的武器。喜歡用大拇指按大寫鍵。
喜歡描寫熱血的故事，被人們稱為「近似無限體育會系的文學系」。
所屬日本推理作家協会。

## 作品列表

### 小說
- 《神曲奏界》
  - 神曲奏界#黑系列
  - 神曲奏界#金系列
- 《魔法女偵探》
- 《人體戰艦》
- 《鐵刃沙斬》
- 《無限之住人刃獸異聞》

### 動畫編劇
- 《神曲奏界Polyphonica》

### 漫畫
- 《魔諭羅MAYURA》

### 遊戲
- 《最終電車》
- 《LOVEPLUS》 - 擔任姉崎寧寧的腳本。[4][5]

## 註解
1. ↑  .   [2011-05-24]. （原始内容存档于2016-11-27）.
2. ↑  .   [2010-07-21]. （原始内容存档于2016-09-10）.
3. ↑  .   [2012-07-07]. （原始内容存档于2012-07-07）.
4. ↑  .   [2010-07-22]. （原始内容存档于2015-06-19）.
5. ↑  Twitter / 中津宗一郎: 小松左京賞で作家デビューされて以降、友人の大喜戸と「 ...

## 外部連結
- （日語） ゾアハンター/大迫外伝 - livedoor Blog（ブログ） （页面存档备份，存于）
- （日語） 大迫　純一のページ